# Ruby Winters
Ruby Winters (* 18. Januar 1942 in Louisville, Kentucky; † 7. August 2016) war eine amerikanische R&B- und Soulsängerin.

## Leben
Die in Kentucky geborene und in Cincinnati aufgewachsene Winters nahm in den späten 1960er Jahren einige Singles auf, die bei Diamond Records erschienen. Großer Erfolg in den USA blieb der Sängerin jedoch verwehrt. Die Titel Make Love to Me (ein Duett mit Johnny Thunder), I Don’t Want to Cry und Guess Who konnten sich zwar in den Top 20 der R&B-Charts platzieren, in den Billboard Hot 100 erklommen diese Lieder jedoch nur kurzzeitig Platzierungen am Chartende.
Auch die 1973 bei Polydor erschienene Single I Will brachte zunächst nur regionalen Erfolg und kam auf Platz 39 der US-R&B-Charts. Erst nach der Veröffentlichung im Jahr 1977 im Vereinigten Königreich entwickelte sich der Track zum Hit. In den UK-Charts belegte die Coverversion des Vic-Dana-Liedes Platz 4. 1978 folgte mit Come to Me auf Platz 11 ein weiterer Hit in England. Anschließend ließ das Interesse an Winters Musik wieder nach, so dass die Singles I Won’t Mention It Again und Baby Lay Down nur noch untere Platzierungen der britischen Hitparade erreichten.
Die 1979 veröffentlichte Kompilation Songbird wurde in Großbritannien mit einer Silbernen Schallplatte ausgezeichnet. Als weitere kommerzielle Erfolge ausblieben, zog sich Winters aus dem Musikgeschäft zurück.

## Diskografie

### Alben
| Jahr | Titel                               | Höchstplatzierung, Gesamtwochen, AuszeichnungChartplatzierungen (Jahr, Titel, Platzierungen, Wochen, Auszeichnungen, Anmerkungen) | Höchstplatzierung, Gesamtwochen, AuszeichnungChartplatzierungen (Jahr, Titel, Platzierungen, Wochen, Auszeichnungen, Anmerkungen) | Höchstplatzierung, Gesamtwochen, AuszeichnungChartplatzierungen (Jahr, Titel, Platzierungen, Wochen, Auszeichnungen, Anmerkungen) | Anmerkungen             |
| Jahr | Titel                               | UK | US | R&B | Anmerkungen             |
| ---- | ----------------------------------- | --- | --- | --- | ----------------------- |
| 1978 | Ruby Winters (UK) / I Will (DE, US) | UK27 (7 Wo.)UK | — | — | Produzent: Stan Shulman |
| 1979 | Songbird                            | UK31 Silber · (9 Wo.)UK | — | — | Kompilation             |

### Kompilationen
- 2007: The Best of Ruby Winters
- 2009: Early Winters

### Singles
| Jahr | Titel Album                           | Höchstplatzierung, Gesamtwochen, AuszeichnungChartplatzierungen (Jahr, Titel, Album, Platzierungen, Wochen, Auszeichnungen, Anmerkungen) | Höchstplatzierung, Gesamtwochen, AuszeichnungChartplatzierungen (Jahr, Titel, Album, Platzierungen, Wochen, Auszeichnungen, Anmerkungen) | Höchstplatzierung, Gesamtwochen, AuszeichnungChartplatzierungen (Jahr, Titel, Album, Platzierungen, Wochen, Auszeichnungen, Anmerkungen) | Anmerkungen |
| Jahr | Titel Album                           | UK | US | R&B | Anmerkungen |
| ---- | ------------------------------------- | --- | --- | --- | --- |
| 1967 | Make Love to Me                       | — | US96 (1 Wo.)US | R&B13 (8 Wo.)R&B | Autoren: Alan Copeland, Ben Pollack, Bill Norvas, George Brunies, Leon Roppolo, Mel Stitzel, Paul Mares, Walter Melrose mit Johnny Thunder; Original: Jo Stafford, 1953 |
| 1967 | I Want Action                         | — | — | R&B47 (3 Wo.)R&B | Autoren: Andy Badale, Al Elias |
| 1969 | I Don’t Want to Cry                   | — | US97 (2 Wo.)US | R&B15 (6 Wo.)R&B | Autoren: Luther Dixon, Charles Jackson |
| 1969 | Just a Dream                          | — | — | R&B40 (3 Wo.)R&B | Autoren: Jimmy Clanton, Cosimo Matassa Original: Jimmy Clanton, 1959 |
| 1969 | Always David                          | — | — | R&B23 (6 Wo.)R&B | Autoren: Dan Penn, Eddie Hinton, Wayne Jackson |
| 1969 | Guess Who                             | — | US99 (2 Wo.)US | R&B19 (9 Wo.)R&B | Autor: Jo Ann Belvin, Original: Jesse Belvin, 1959 |
| 1974 | I Will Ruby Winters                   | UK4 (13 Wo.)UK | — | R&B39 (10 Wo.)R&B | bereits im November 1973 erschienen Charteintritt in UK erst im November 1977 Autor: Dick Glasser, Original: Vic Dana, 1962                                             |
| 1975 | Without You                           | — | — | R&B95 (6 Wo.)R&B | |
| 1978 | Come to Me Ruby Winters               | UK11 (12 Wo.)UK | — | — | Autor: Williard Eugene Price |
| 1978 | I Won’t Mention It Again Ruby Winters | UK45 (5 Wo.)UK | — | — | Autor: Cam Mullins, Original: Ray Price, 1970 |
| 1978 | I Will (Neue Version) I Will          | — | — | R&B97 (3 Wo.)R&B | |
| 1979 | Baby Lay Down Songbird                | UK43 (5 Wo.)UK | — | — | Autoren: Don Cook, Rafe van Hoy |

Weitere Singles
- 1966: In the Middle of a Heartache
- 1967: The Bells of St. Mary’s
- 1968: We Only Have One Life (Let’s Live It Together) (mit Johnny Thunder)
- 1971: Great Speckled Bird
- 1974: Love Me Now
- 1978: Treat Me Right
- 1978: For the Good Times
- 1979: Back to the Love
- 2013: Better